# No Mercy (2002)
No Mercy (2002) — пятое в истории шоу No Mercy, PPV-шоу, производства американского рестлинг-промоушна World Wrestling Entertainment. Шоу прошло 20 октября 2002 года в Alltel Arena в Норт-Литл-Рок, Арканзас, США.
Шоу включало в себя два главных события. В главном событии от бренда SmackDown! чемпион WWE Брок Леснар победил Гробовщика в матче «Ад в клетке» и сохранил свой титул. Главным событием от бренда Raw стал матч за объединение титулов, в котором чемпион мира в тяжелом весе Трипл Эйч победил интерконтинентального чемпиона WWE Кейна.

## Результаты
| №                                                                    | Матч                                                          | Тип матча                                                                                       | Время |
| -------------------------------------------------------------------- | ------------------------------------------------------------- | ----------------------------------------------------------------------------------------------- | ----- |
| 1H                                                                   | Ураган победил Стивена Ричардса                               | Одиночный матч                                                                                  | 3:05  |
| 2                                                                    | Крис Джерико и Кристиан (с) победили Букера Ти и Голдаста     | Командный матч за титул командных чемпионов мира                                                | 8:46  |
| 3                                                                    | Торри Уилсон победила Дон Мари                                | Одиночный матч                                                                                  | 4:40  |
| 4                                                                    | Роб Ван Дам победил Рика Флэра                                | Одиночный матч                                                                                  | 7:59  |
| 5                                                                    | Джейми Ноубл (c) (с Нидией) победил Таджири                   | Одиночный матч за титул чемпиона WWE в первом тяжёлом весе                                      | 8:15  |
| 6                                                                    | Трипл Эйч (чемпион мира) победил Кейна (интерконтинентальный) | Объединительный матч за титул чемпиона мира в тяжелом весе и интерконтинентального чемпиона WWE | 16:13 |
| 7                                                                    | Крис Бенуа и Курт Энгл победили Эджа и Рея Мистерио           | Командный матч за титул первых в истории командных чемпионов WWE                                | 22:03 |
| 8                                                                    | Триш Стратус (c) победила Викторию                            | Одиночный матч за титул чемпиона WWE среди женщин                                               | 5:31  |
| 9                                                                    | Брок Леснар (c) (с Полом Хейманом) победил Гробовщика         | Матч «Ад в клетке» за титул чемпиона WWE                                                        | 27:18 |
| H — означает матч на Sunday Night Heat (c) — чемпион на начало матча |                                                               |                                                                                                 |       |